# Новара
Новара (итал. Novara) је важан град у северној Италији. Град је средиште истоименог округа Новара у оквиру италијанске покрајине Пијемонт.
Град Новара је познат као карика у главној „економској артерији“ Италије, Торино - Милано - Бреша - Верона - Венеција.

## Природне одлике
Град Новара налази се у северозападном делу Италије, на свега 55 км западно од Милана и 95 км источно од Торина.

### Рељеф
Новара налази се у северозападном делу Падске низије. Град се налази у равничарском крају, близу подножја Алпа. Надморска висина је града је око 170 m.
Клима у Новари је умерено континентална.

### Воде
Кроз Новару протзиче река Агоња. Река тече западним делом града.

## Историја
Шире подручје Венеције било је насељено још у време праисторије (племе Лигури). Око 300. п. н. е. ово подручје је пало под Римљане. Веома брзо јавило се градско насеље под именом Новарија. Град се развијао током векова, али није стекао значајнији статус и положај.
На почетку средњег века стратешки положај дао је Новари донео је неколико бурних векова владавине варварских племена (Хуни, Визиготи, Ломбарди). После тога град стиче независност и постаје седиште малене кнежевине. У 12. веку Новара пада под утиај кнежевине Милано, ускоро губи независност и припаја се Милану. Такво стање остаје до краја 18. века.
Пропашћу Наполеона 1814. године Новара се припаја Краљевини Пијемонт у рукама владарске породице Савоја. 1849. године овде се десила важна битка између дате краљевине и Хабзбуршке монархије. Победа на Аустријанцима у Бици код Новаре утрла је пут уједињењу Италије десетак година касније. 1861. године Новара и околина су придружени новооснованој Краљевини Италији. Следећих деценија град се нагло индустријализовао и бројчано увећао. Током 20. века Верона је избегла разарања у светским ратовима и релативно безболно прошла кроз дато раздобље.

## Становништво
Према резултатима пописа становништва 2011. у општини је живело 101.952 становника.
| 1931.  | 1936.  | 1951.  | 1961.  | 1971.   | 1981.   | 1991.   | 2001.   | 2011.   |
| ------ | ------ | ------ | ------ | ------- | ------- | ------- | ------- | ------- |
| 60.855 | 62.570 | 69.395 | 87.704 | 100.687 | 102.086 | 101.112 | 100.910 | 101.952 |

Новара данас има преко 100.000 становника (бројчано други град у покрајини), махом Италијана. У раздобљу од 1900. до 1970. године градско становништво је убрзано расло и утростручило се. Међутим, послдњих деценија број становника у Новари стагнира, док расте у градским предграђима.
Током протеклих деценија у град се доселило много досељеника из иностранства, највише са Балкана и северне Африке. Сматра се да је свака шеста беба рођена у граду иностраних корена.

## Градске знаменитости
Новара има очувано старо градско језгро са више тргова, кривдавим улицама и са низом цркава, старих здања и установа. Најважнија градска грађевина је Катедрала светог Гауденција.

## Партнерски градови
- Шалон сир Саон
- Кобленц
- Хасково

## Галерија
- Главни трг - Трг Грамши
- Црква Сан Гауденцио
- Палата Ната-Изола
- Градско позориште